# يوهان فلوم
يوهان فلوم (بالألمانية: Johannes Flum)‏ (مواليد 14 ديسمبر 1987 في فالدتشوت تينغن - ألمانيا الغربية) لاعب كرة قدم ألماني يلعب حاليا لصالح نادي الدرجة الأولى فرايبورغ الألماني منذ 2008 في مركز الوسط المحوري .

## روابط خارجية
- يوهان فلوم على موقع قاعدة بيانات كرة القدم.إي يو (الإنجليزية)
- يوهان فلوم على موقع بيانات كرة القدم. دي إي (الألمانية)
- يوهان فلوم على موقع عالم كرة القدم.نت (الإنجليزية)
- يوهان فلوم على موقع كووورة
- يوهان فلوم على موقع AS.com (الإسبانية)